# Infanta Maria Josefa a Spaniei
Maria Josefa a Spaniei (María Josefa Carmela; 6 iulie 1744 – 8 decembrie 1801) a fost Prințesă de Neapole și Sicilia prin naștere. După ascensiunea tatălui ei a tronul Spaniei sub numele de Carol al III-lea al Spaniei, ea a devenit infantă a Spaniei. Fratele ei a fost viitorul Carol al IV-lea al Spaniei iar sora mai mică viitoarea împărăteasă a Sfântului Imperiu Roman.